# Sylvie Jobert
Pour les articles homonymes, voir Jobert.
Sylvie Jobert est une actrice française de cinéma, de théâtre et de télévision.

## Biographie

### Formation
Sylvie Jobert a suivi une formation musicale de piano au Conservatoire de Nancy, ainsi qu'une formation de théâtre
dans le même établissement sous la direction de Jean-Louis Martin-Barbaz. Elle a ensuite suivi une formation de théâtre à l'École internationale de théâtre Jacques Lecoq de Paris. Enfin, elle a effectué une série de stages au Théâtre du Mouvement de Montreuil avec Georges Appaix, Philippe Adrien, Élisabeth Chailloux, Adel Hakim, Claude Régy, Joël Pommerat et François Rancillac.

## Filmographie

### Cinéma

#### Courts métrages
- 2002 : Le vigile de Frédéric Pelle :
- 2002 : De la tête aux pieds de Pascal Lahmani : Eugénie
- 2004 : Pépins noirs de Nicolas Birkenstock : Agnès
- 2006 : Chambre 616 de Frédéric Pelle :
- 2007 : Mon miroir de Nicolas Birkenstock :
- 2007 : Le Manteau de Orlanda Laforêt : la psychiatre (voix)
- 2015 : Incomplets de Mickaël Schapira Villain : the midwife

#### Longs métrages
- 1986 : On a volé Charlie Spencer de Francis Huster
- 1991 : L'Entraînement du champion avant la course de Bernard Favre : la sage-femme
- 1992 : Un vampire au paradis d'Abdelkrim Bahloul :
- 1995 : Nelly et Monsieur Arnaud de Claude Sautet : Valérie
- 1997 : La Divine Poursuite de Michel Deville : la femme de Walter Rousseau
- 1998 : … Comme elle respire de Pierre Salvadori : la jeune femme de l'accident
- 1999 : La Maladie de Sachs de Michel Deville : la femme avortée par Sachs
- 1999 : Kidnapping de Nathalie Mathis :
- 2001 : Oui, mais… de Yves Lavandier : la prof de maths
- 2010 : La Tête ailleurs de Frédéric Pelle : le nouveau médecin
- 2012 : Quelques heures de printemps de Stéphane Brizé : l'employée de Pôle Emploi
- 2013 : Au bout du conte d'Agnès Jaoui : la directrice d'école
- 2013 : La Pièce manquante de Nicolas Birkenstock : l'officier de gendarmerie
- 2013 : Violette de Martin Provost : la libraire
- 2015 : Suite armoricaine de Pascale Breton : la secrétaire de géographie
- 2016 : Le Chant du merle de Frédéric Pelle : la femme du patron de l'hôtel

### Télévision
- 1989 : Pause-café, pause-tendresse de Serge Leroy
- 1990 : Action rouge de Dominique Masson
  - Une petite fille perdue : la voisine de Pauline
- 1990 : Des épinards dans les baskets de Laurent Lévy : Mlle Vamp
- 1991 : Cas de divorce : Virginie Martin (épisode 45)
- 1992 : Allo Marilyn d'Emmanuel Fonlladosa
- 1993 : Lapin chasseur de Jérôme Deschamps et Macha Makeïeff
- 2000 : Le complexe d'Olympe de Laurence Katrian
- 2002 : Sami, le pion d'Olivier Guignard
- 2004 : Commissaire Valence de Patrick Grandperret :
  - Le Môme
- 2005 : Une famille parfaite de Patrick Mario Bernard et Pierre Trividic
- 2006 : Parce que c'était lui, parce que c'était moi de Pascal Lahmani
- 2014 : Engrenages de Frédéric Balekdjian : 
  - Saison 5, épisode 10 : le juge Esterazy
- 2013 : Dangereuses retrouvailles de Jérôme Debusschère : Irène

## Théâtre
- 1980 : Visitation de l'Inde de Gil Vicente, mise en scène de V. Lemos au Théâtre de la Cité internationale
- 1982 : Histoires de bouffe de Colette Alexis, Sylvie Jobert et Didier Rousselet au Guichet Montparnasse et au Festival d'Avignon
- 1983 : Puis, dans l'obscurité d'après Dino Buzzati, mise en scène de Colette Alexis, Sylvie Jobert, Didier Rousselet au Théâtre de l'Agora d'Évry
- 1984 : Passagio, œuvre musico-théâtrale de Luciano Berio, mise en scène de Claude Régy au Théâtre du Châtelet
- 1985 : Ressacs de Lionel Prével au Théâtre du quai de la gare de Paris
- 1985-1986-1987 : La Veillée de Jérôme Deschamps et Macha Makeïeff au Théâtre des Amandiers et à la Maison de la culture de Grenoble
- 1988 : Je vous aime de Colette Alexis, Sylvie Jobert et Hubert Colas au Centre d'action culturelle d'Évry
- 1989-1990 : Mes Provinces de Colette Alexis et Sylvie Jobert au Dix-Huit Théâtre de Paris et au Mai Théâtre de Strasbourg
- 1989-1990-1992 : Lapin chasseur de Jérôme Deschamps et Macha Makeieff à la Grande Halle de la Villette, au Théâtre National de Chaillot et en tournée à l'étranger
- 1990 : Pathologie verbale de Thierry Bédard et Emmanuelle Rodrigues au Théâtre de la Bastille
- 1991 : A.E.I.O.U de Thierry Bédard au Théâtre Gérard-Philipe de Saint-Denis
- 1991-1992 : L'Afrique fantôme de Michel Leiris, mise en scène de Thierry Bedard au Théâtre Gérard-Philipe de Saint-Denis et en tournée
- 1992-1993 : Minima Moralia l'Indulgence de Charles Ferdinand Ramuz et Italo Svevo, La Cruauté de Jean-Marie Le Clézio et Marcel Moreau, mise en scène de Thierry Bedard, Sylvie Jobert et Hélène Gailly au Théâtre Gérard-Philipe de Saint-Denis et au théâtre du Cargo de Grenoble
- 1994 : Impasse à sept voix de Richard Dubelski au Festival Nouvelles scènes de Dijon et à l'ATEM de Nanterre
- 1995 : Les lois fondamentales de la stupidité humaine de Carlo Maria Cipolla et Thierry Bedard au Théâtre Paris-Villette
- 1996 : Orage de August Strindberg et Bruno Meyssat au Théâtre du Point du jour de Lyon et au Théâtre Gérard Philippe de Saint-Denis
- 1997-1998 : Guerre au troisième étage de Pavel Kohout et Thierry Bedard, Théâtre des Quartiers d'Ivry, Comédie de Picardie
- 1999 : 1 riche 3 pauvres de Louis Calaferte, mise en scène de Pascale Henry en tournée au Moyen-Orient et dans les Pays de l'est
- 1999 : Gruppetto de Bruno Meyssat au Centre dramatique national d'Annecy et à Chambéry
- 1999-2000 : Tabula Rasa de Pascale Henry au Théâtre du Cargo de Grenoble, au Théâtre de la Croix-Rousse de Lyon et en tournée
- 2000 : Chanson de David Moccelin au Théâtre Horlieu de Lyon
- 2001 : Les Tristes champs d'asphodèles de Patrick Kermann, mise en scène de Pascale Henry au Théâtre du Cargo de Grenoble, au Théâtre du Point du jour de Lyon et en tournée
- 2001 : Impressions d'Œdipe de Bruno Meyssat au Théâtre Gérard-Philipe de Saint-Denis et en tournée
- 2002 : Écrits de Alberto Giacometti, mise en scène de Philippe Chemin au Forum Culturel du Blanc-Mesnil
- 2003 : Valses de Pascale Henry, mise en scène de Pascale Henry au Centre dramatique national de Grenoble et en tournée
- 2003 : Long John Silver de Björn Larsson, mise en scène de Françoise Benejam à l'Atelier de l'Exil de Lons-le-Saunier
- 2004 : Notre Dame de Sligo de Sebastian Barry du Troisième bureau au Centre dramatique national des Alpes de Grenoble
- 2003-2004-2005 : Le Cirque de Charles Ferdinand Ramuz, mise en scène de Sylvie Jobert et Pascale Henry au Théâtre Golovine, au Festival d'Avignon, au Dôme théâtre d'Albertville et au Centre loisirs et culture d'Eybens
- 2005 : Le Roman inachevé de Louis Aragon, mise en scène de Philippe Chemin en tournée
- 2005 : Courbevoie Thu-Duc 1946 de Colette Alexis, mise en scène de Colette Alexis au Théâtre de l'opprimé de Paris et au Théâtre Berthelot de Montreuil
- 2004-2005-2006 : Le cochon est-il une série de tranches de jambon ? de Pascale Henry au Centre national dramatique d'Annecy, au Québec, à la MC2 de Grenoble, au Théâtre de la Croix rousse de Lyon et au Théâtre d'O de Montpellier
- 2006 : Hôtel Dorothy Parker de Dorothy Parker, mise en scène de Rachel Salik au Théâtre des Déchargeurs et au Théâtre La Bruyère de Paris
- 2007 : L'Émission de télévision de Michel Vinaver, mise en scène de Thierry Roisin en tournée
- 2007 : Le cochon est-il une série de tranches de jambon ? de Pascale Henry, mise en scène de Pascale Henry au Théâtre d'O de Montpellier
- 2006-2007 et 2008 L'Instruction de Peter Weiss, mise en scène de Jean-Michel Rivinoff au Centre dramatique national d'Orléans, à Bourges, à Blois, au Centre dramatique national de Tours
- 2007-2008 : Echos Queneau de Jacques Roubaud et Raymond Queneau, mise en scène de Gérard Lorcy à La Faïencerie de Creil et en tournée dans la région Nord-Picardie
- 2007-2008 : La Minute de silence de Claude-Henri Buffard, mise en scène de Moïse Touré à la MC2 de  Grenoble et au Centre dramatique national d'Annecy
- 2009 : Entrée Libre, textes de Alexis de Tocqueville, mise en scène de Pascale Henry au théâtre Les Subsistances de Lyon et à la MC2 de Grenoble
- 2009-2010 : La Grenouille et l'architecte de Thierry Roisin au Centre dramatique national de Béthune, au Théâtre de la Criée à Marseille et en tournée
- 2008-2009-2010: Le Cirque de Charles Ferdinand Ramuz, mise en scène de Sylvie Jobert et Dominique Laidet au Théâtre du Lucernaire à Paris et à L'Étoile du Nord de Paris
- 2011 : Politiquement Chnoc de Jacques Jouet, mise en scène de Gérard Lorcy à La Faïencerie de Créteil
- 2011 : Triptyque.com de Sarah Fourage et Gilles Granouillet, mise en scène de Thomas Poulard et Adeline Benarama en tournée avec le Groupe des 20 en Rhône-Alpes
- 2011 : Une Ronde militante de Jacques Jouet, mise en scène de Gérard Lorcy au théâtre Le Vent se lève à Paris et à La Faïencerie de Creil
- 2012 : Le Lit 29 de Guy de Maupassant, mise en scène de Colette Alexis et Sylvie Jobert à la Comédie de Picardie d'Amiens et au Centre dramatique national de création contemporaine de Gennevilliers
- 2013 : La Maison de Bernard de Federico García Lorca, mise en scène de Carole Lorang au Grand Théâtre de la ville de Luxembourg, et reprise en 2014 au Théâtre des Bouffes du Nord à Paris
- 2015 : Ce qui n'a pas de nom de Pascale Henry au Théâtre Les Subsistances de Lyon et à la MC2 de Grenoble